# Hannover-Altenbekener Eisenbahn-Gesellschaft
Die Hannover–Altenbekener Eisenbahn-Gesellschaft  (HAE) gehörte zu den Unternehmen des „Eisenbahnkönigs“ Bethel Henry Strousberg. Ihr Streckennetz bestand nach der ersten Bauphase (bis 1872) aus den beiden Strecken Hannover–Altenbeken und Weetzen–Haste (Deisterbahn). Hinzu kam die Zweigstrecke Linden Küchengarten–Linden-Fischerhof für den Güterverkehr. In einer zweiten Bauphase bis 1875 entstand die Strecke Löhne–Hameln–Hildesheim–Vienenburg (heute auf dem Abschnitt bis Hildesheim: Weserbahn, östlich Bahnstrecke Hildesheim–Goslar). Damit reichte das Netz der Eisenbahngesellschaft vom Weserbergland bis zum Harz.

## Geschichte

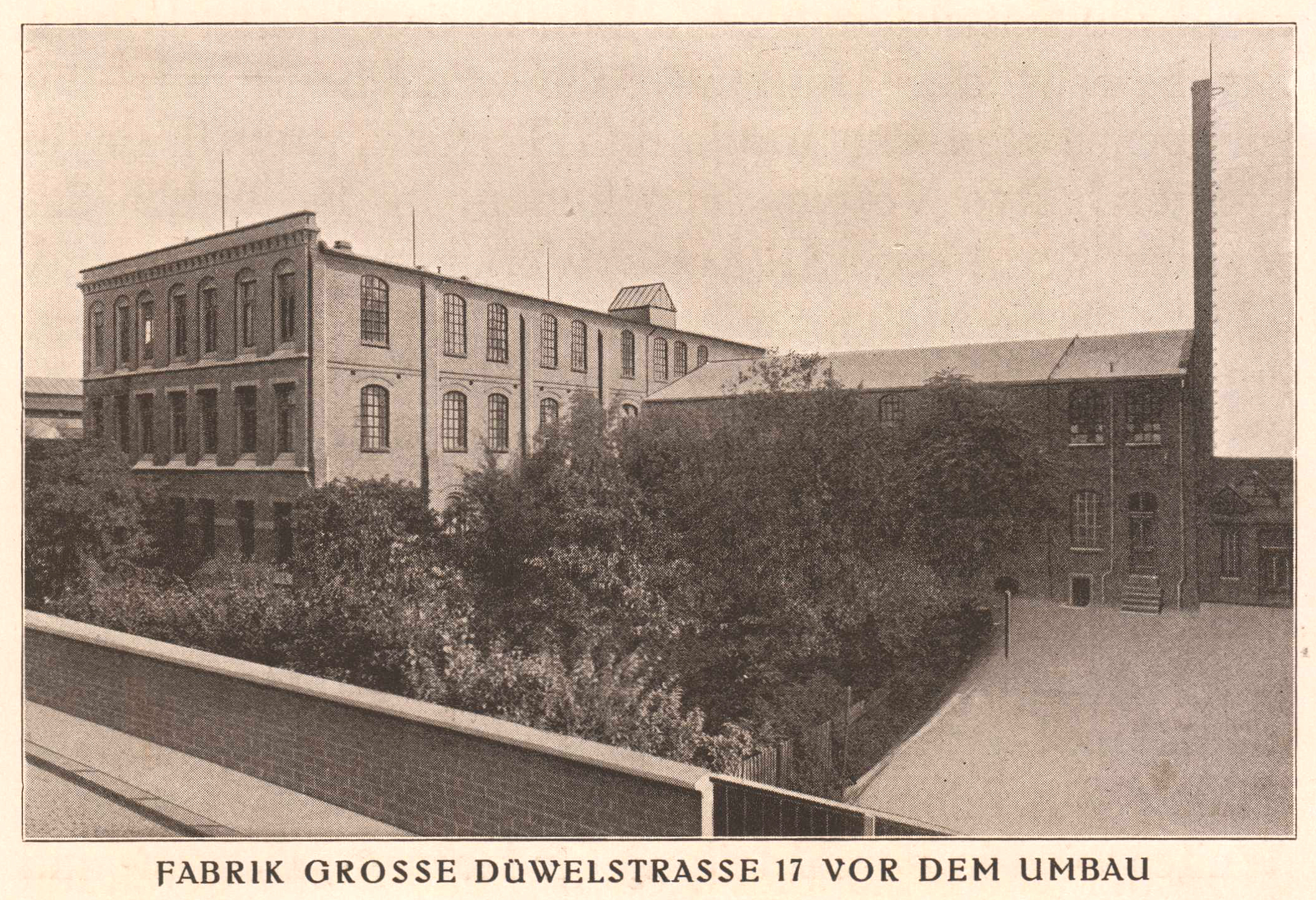
Ehemalige Halle der HAE in Hannover, Große Düwelstraße 12 (Aufnahme um 1900 kurz vor dem Umbau für die Firma C. Louis Weber)

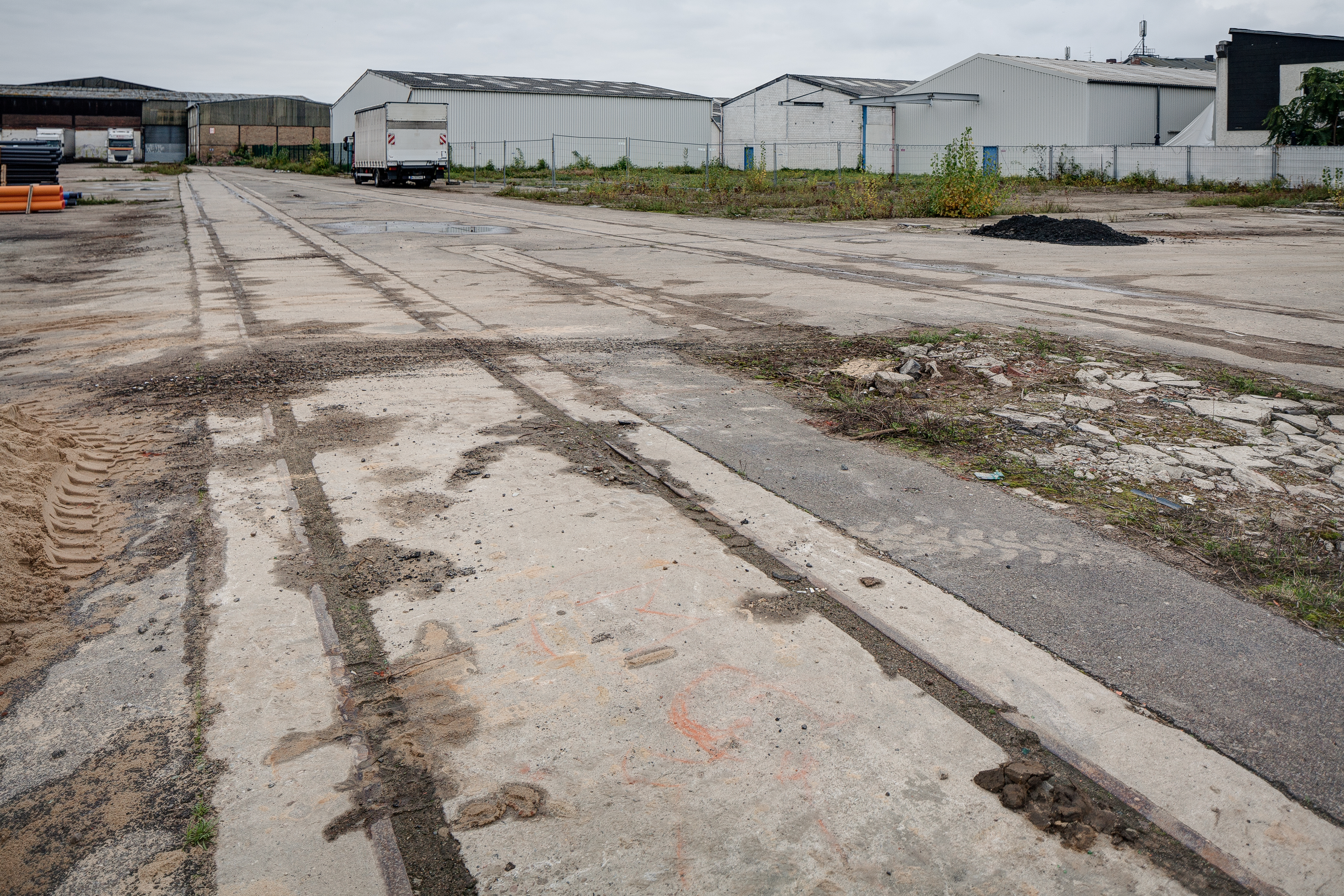
Gelände des früheren Localbahnhofs Hannover, später Südbahnhof; Das Areal lag 2013 zum großen Teil brach; wenige Gleisreste sind noch zu erkennen.

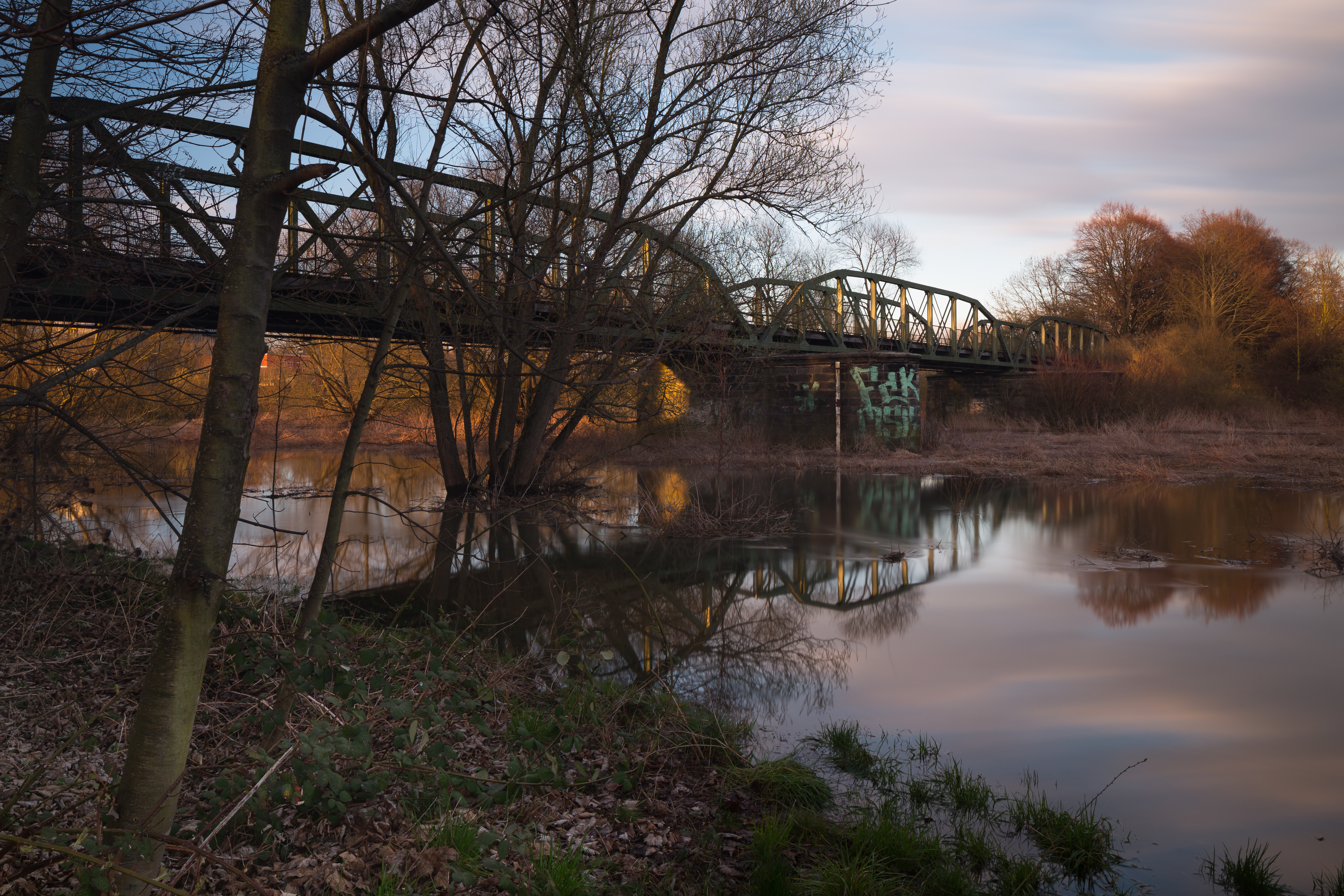
Ehemalige Eisenbahnbrücke der HAE über die Ihme in der Ricklinger Masch

Planungen dieses Streckennetzes gab es schon zu Zeiten des Königreichs Hannover, doch erst nach dessen Ende konnten die Projekte ausgeführt werden. Hauptzweck des Bahnbaus waren die Anbindung Hamelns an die Eisenbahn sowie der bessere Transport der Deisterkohle. Treibende Kraft für Strousberg war jedoch der Gedanke einer Verbindung seines Streckennetzes im Osten (schlesisches Industriegebiet, Ostpreußen) mit dem rheinisch-westfälischen Industriegebiet. Mit der Strecke nach Altenbeken versuchte er, einen Anschluss an das Streckennetz der Königlichen Westfälischen Eisenbahn-Gesellschaft zu erlangen.
Die Konzession für die Strecken der ersten Bauphase wurde am 25. November 1868 erteilt. Der Streckenbau wurde 1869 begonnen und 1870 wegen des Arbeitskräftemangels aufgrund des Deutsch-Französischen Kriegs unterbrochen. Aus diesem Grund wurde die Konzession um ein Jahr verlängert. Die erste Teilstrecke Hannover–Hameln wurde am 13. April 1872 eröffnet, dann folgte am 1. Mai 1872 der Abschnitt Weetzen–Barsinghausen und am 15. August 1872 Barsinghausen–Haste. Die Gesamtstrecke nach Altenbeken wurde am 19. Dezember 1872 fertiggestellt. Ausgangspunkt der Strecken war der Localbahnhof Hannover, später Südbahnhof, nahe der Bismarckstraße. Dieser war über eine Verbindungsbahn zum heutigen Abstellbahnhof Pferdeturm mit der Strecke Lehrte–Braunschweig verbunden.
1873 wurde der Bauingenieur Rudolph Berg technischer Direktor der Hannover-Altenbekener Eisenbahn-Gesellschaft.
Die Strecke Löhne–Hildesheim–Vienenburg wurde wegen des finanziellen Niedergangs des Strousberg-Konzerns bereits in Zusammenarbeit mit der Magdeburg-Halberstädter Eisenbahn (MHE) gebaut, die inzwischen auch die Betriebsführung der HAE übernommen hatte. Sie wurde im Mai/Juni 1875 eröffnet. Der Abschnitt Grauhof–Vienenburg wurde gemeinschaftlich betrieben.
Im Zusammenhang mit der HAE plante Strousberg weitere Strecken, die aber nach seinem finanziellen Ruin aufgegeben oder erst später durch den preußischen Staat ausgeführt wurden, wie die Bahnstrecke Hildesheim–Braunschweig.
Die HAE wurde im Zuge der Verstaatlichung der MHE mitgekauft, obwohl der preußische Staat kein besonderes Interesse an der Bahn hatte. Die HAE ging am 1. Februar 1880 in Verwaltung und Betrieb der Preußischen Staatseisenbahnen und am 1. April 1881 in deren Besitz über.

## Fahrzeuge
Die Hannover-Altenbekener Eisenbahn beschaffte 1871 bis 1874 insgesamt 60 Lokomotiven dreier verschiedener Schlepptender-Bauarten bei Hanomag nach Entwürfen, die auch für andere Bahnen Stroußbergs verwendet  wurden. Alle Lokomotiven trugen Namen und keine Nummern. Die 14 Lokomotiven der Bauart 1B waren nach Flüssen im Einzugsbereich benannt, die 22 Lokomotiven der Bauart B1 nach Bergen und die 24 Lokomotiven der Bauart C nach Orten an den Strecken. Alle Lokomotiven wurden 1880 vom preußischen Staat übernommen.